# Métis

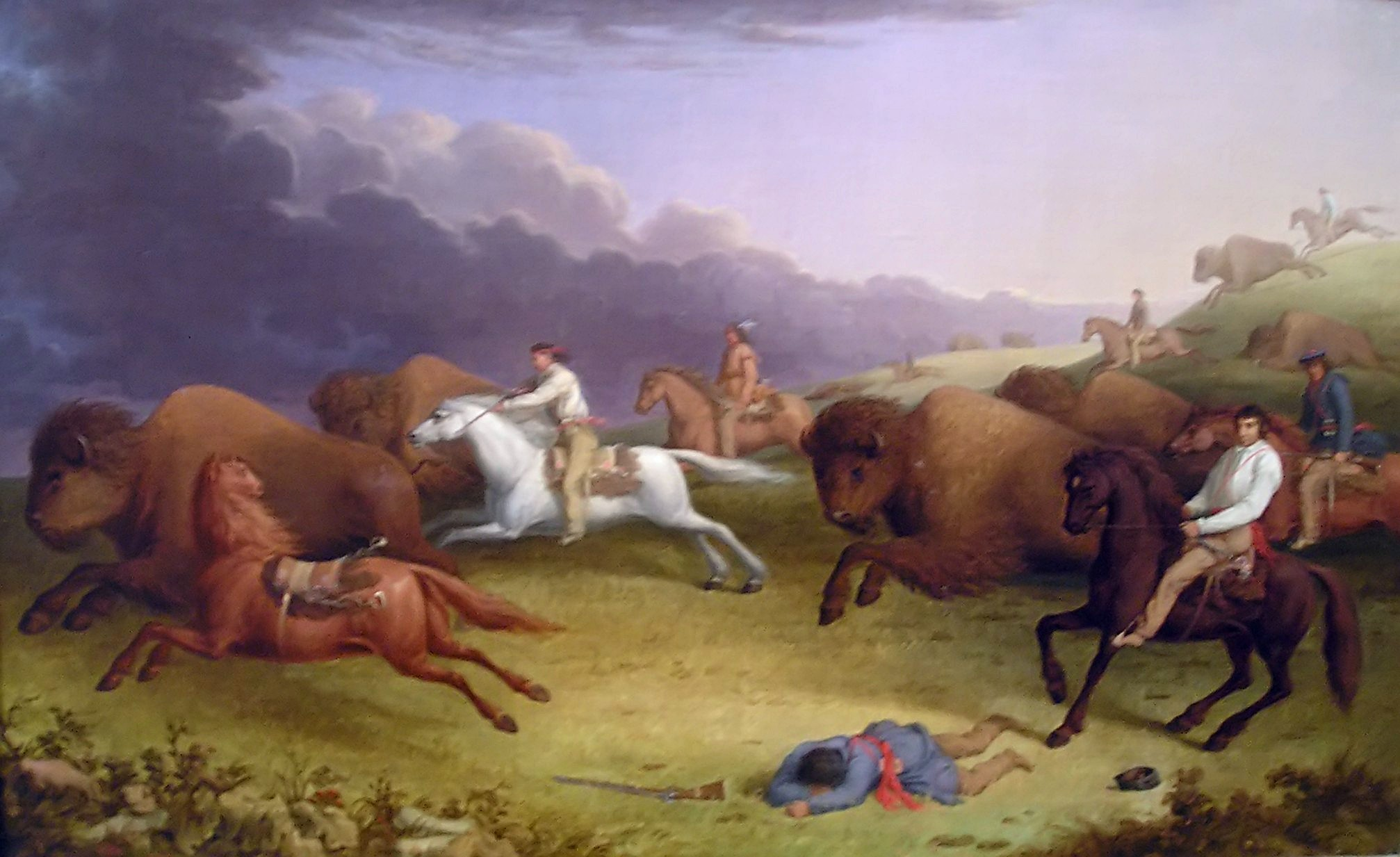
Paul Kane: Métis op bisonjacht, 1871

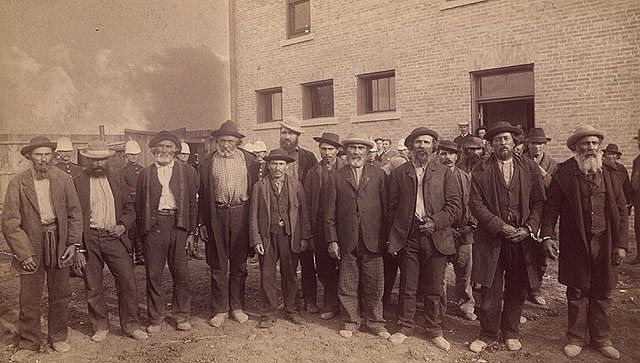
Een groep Métis gevangengenomen na de North-West Rebellion in 1885

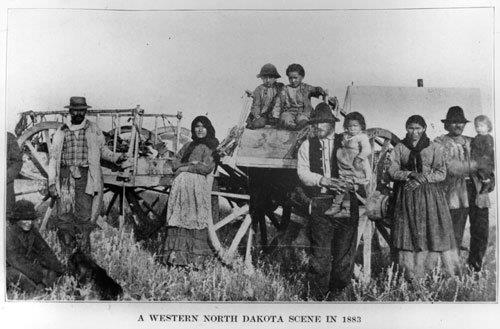
Een Métisfamilie in North Dakota, 1883

De Métis zijn een inheemse bevolkingsgroep in Canada en het noorden van de Verenigde Staten. De Métis ontstonden als volk in de 18e eeuw door een historische en culturele samensmelting van indiaanse volkeren enerzijds en Europese, voornamelijk Franse, pelshandelaren en kolonisten anderzijds.
Volgens de Canadese volkstelling in 2001 zijn er ruim 300.000 Métis in Canada (ongeveer 1% van de totale Canadese bevolking) hoewel niet-officiële schattingen veel hoger liggen, tot 800.000. De Métis vormen een van de drie  officieel erkende inheemse groepen in Canada.

## Naam
De naam Métis komt van het Franse woord voor mesties. In de Verenigde Staten noemen ze zichzelf vaak ook Michif - een benaming die ook voor de taal wordt gebruikt.

## Geschiedenis
De geschiedenis van de Métis gaat terug tot midden 17e eeuw. Franse (en in mindere mate Schotse en Engelse) pelshandelaren en kolonisten begonnen toen te trouwen met inheemse vrouwen. Zij waren vooral afkomstig van de Ojibweg, Plains Cree en Algonkin. Zo ontwikkelde zich door etnogenese geleidelijk aan een nieuwe mengcultuur. Vanaf circa 1750 begint er sprake te zijn van een echte Métis-identiteit.
Het oorspronkelijke woongebied van de Métis omvatte de Canadese provincies Brits-Columbia, Alberta, Saskatchewan, Manitoba en Ontario en de Canadese Northwest Territories. Hun oorspronkelijk gebied omvatte ook de Amerikaanse staten Montana, North Dakota en Noordwest-Minnesota.
De Métis spraken een eigen taal, Michif, een mengeling van Cree (voornamelijk zelfstandige naamwoorden) en Frans (voornamelijk werkwoorden), met leenwoorden uit het Engels, Ojibwe en Nakota. Vandaag de dag heeft de taal echter niet meer dan 1000 sprekers. De meeste Métis spreken Engels, Frans of andere inheemse talen.
Na de Canadese Confederatie (de vestiging van het Britse dominion Canada) in 1867 probeerden de Métis in Manitoba de Britse overheersing van hun gebied te verhinderen. Deze Red River Rebellion in 1869 faalde echter. De leider van de Métis, Louis Riel, werd verbannen naar de Verenigde Staten, en Manitoba werd in 1870 een provincie van Canada. Veel Métis in Manitoba trokken verder naar het westen, naar Saskatchewan. Toen dit gebied ook Europese kolonisten begon te trekken, volgde in 1885 een gewapende opstand van Métis en Cree, de North-West Rebellion. De opstand werd neergeslagen en Riel, die naar Canada was teruggekeerd om de opstand te leiden, werd veroordeeld voor hoogverraad en opgehangen.

## Erkende bevolkingsgroep
Sinds 1982 zijn Métis een van de drie officieel erkende inheemse bevolkingsgroepen in Canada, naast de First Nations en de Inuit. Democratisch gekozen overheden van de Métis op provincieniveau zijn de Métis Nation of Ontario, Manitoba Métis Federation, de Métis Nation - Saskatchewan, de Métis Nation of Alberta en de Métis Provincial Council of British Columbia. Deze organisaties zijn verenigd in het Métis National Council, dat in 2005 een verdrag met de Canadese overheid sloot waarmee de Métis meer autonomie in hun oorspronkelijke thuisland kregen. In de VS hebben de Métis geen officiële status. Het Council of Diaspora Métis representeert Métis buiten Noord-Amerika.
Een verwante groep zijn de Anglo-Métis (ook wel Countryborn genoemd), die afstammen van Britse kolonisten en inheemse bewoners. Ze spraken Bungee, een mengeling van Cree en Schots-Gaelisch. Deze taal is nu uitgestorven. Sommige Métis hebben daarnaast ook Afro-Amerikaans bloed.

## Bekende Métis
- Maria Campbell (1940), schrijfster en filmmaker
- Douglas Cardinal (1934), architect van onder meer het National Museum of the American Indian in Washington, D.C.
- Toussaint Charbonneau (1767-1832), ontdekkingsreiziger, vergezelde Lewis en Clark tijdens hun expeditie
- Louis Riel (1844-1885), Canadees politicus en leider tijdens de Métisopstanden van 1869 en 1885